# Pterocephalus lasiospermus
Espèce
Synonymes
- Pterocephalus lasiospermus Link[2]

Pterocephalus lasiospermus est une espèce de plantes de la famille des Caprifoliacées. Cette plante forme des buissons pouvant atteindre un mètre de haut. L'espèce est endémique de la caldeira de las Cañadas et des forêts de pins à proximité, sur l'île de Tenerife. Elle a bénéficié grandement de la création du parc national du Teide, qui interdit la pâture du bétail menaçant l'espèce.